# Ophthalmoblysis croesus
Ophthalmoblysis croesus är en fjärilsart som beskrevs av Charles Oberthür 1916. Ophthalmoblysis croesus ingår i släktet Ophthalmoblysis och familjen mätare. Inga underarter finns listade i Catalogue of Life.